# Katt Shea
Katt Shea (* 1957 in Detroit, Michigan) ist eine US-amerikanische Schauspielerin, Regisseurin und Drehbuchautorin.

## Leben und Wirken
Katt Shea studierte an der University of Michigan. Ihre Karriere im Filmgeschäft begann sie als Schauspielerin in zunächst in kleinen Nebenrollen, wie u. a. in Scarface, Mitte der 1980er Jahre bekam sie dann erste Hauptrollen, so u. a. in Force Commando aus dem Jahre 1985. 1986 gab sie ihr Debüt als Drehbuchautorin mit dem Film Der Patriot. Ein Jahr später folgte ihr Regiedebüt mit dem Thriller Stripped to Kill. Für fast alle folgenden Filme verfasste sie auch das Drehbuch. 

## Filmographie (Auswahl)
- 1985: Barbarian Queen als Estrild
- 1987: Stripped to Kill
- 1989: Dance of the Damned
- 1989: Stripped to Kill 2 (Stripped to Kill II: Live Girls)
- 1990: Streets
- 1992: Poison Ivy – Die tödliche Umarmung (Poison Ivy)
- 1996: Last Exit to Earth
- 1999: Carrie 2 – Die Rache (The Rage: Carrie 2)
- 2000: Verborgene Wahrheit (Sharing the Secret)
- 2001: Heimkehr in den Tod (Nora Roberts' Sanctuary)
- 2019: Nancy Drew and the Hidden Staircase